# 3 grosze polskie (1826–1827)
3 grosze polskie (1826–1827) – moneta trzygroszowa Królestwa Kongresowego okresu autonomii, bita na podstawie zgody cara Aleksandra I z 20 października 1818 r., wyrażonej między innymi na emisję monet miedzianych 1 i 3 grosze z dodatkowym napisem na rewersie „Z MIEDZI KRAIOWEY”. Monetę bito w latach 1826 i 1827, według systemu monetarnego opartego na grzywnie kolońskiej, a wycofano z obiegu w lutym 1851 r.
Moneta została wybita z otokiem, podobnie jak niektóre inne nominały Królestwa Polskiego okresu autonomii emitowane po 1819–, albo po 1820 r.

## Awers
Na tej stronie umieszczono średni herb Królestwa Kongresowego, tzn. orła rosyjsko-polskiego – dwugłowy orzeł z trzema koronami, w prawej łapie trzyma miecz i berło, w lewej jabłko królewskie, na piersi, na tle gronostajowego płaszcza, tarcza herbowa z polskim orłem. Na dole, po obu stronach ogona orła, znajduje się znak intendenta mennicy w Warszawie – I.B. (Jakuba Benika). Dookoła znajduje się wypukły otok.
Awers jest identyczny z awersem monety 3 grosze polskie (1819–1835).

## Rewers
Na tej stronie umieszczono nominał „3”, pod nim napis „GROSZE”, poniżej „POLSKIE”, a pod nim rok bicia: 1826 albo 1827, a poniżej otokowo, w półkolu napis:

Z MIEDZI KRAIOWEY.

Dookoła znajduje się wypukły otok.

## Opis
Monetę bito w mennicy w Warszawie, w miedzi, na krążku o średnicy 25 mm, masie 8,57 grama, z otokiem, z rantem ząbkowanym. Według sprawozdań mennicy w latach 1826 i 1827 w obieg wypuszczono ok. 1 065 030 sztuk. Dokładniejsze podanie nakładu jest niemożliwe, ponieważ w roku 1827 monetę bito razem z 3 grosze polskie (1819–1835), a mennica w swoich sprawozdaniach raportowała jedynie liczbę wprowadzanych do obiegu monet konkretnego nominału, bez podawania typu.
Stopień rzadkości poszczególnych roczników przedstawiono w tabeli:
| Rocznik                                 | Stopień rzadkości | Szacowana liczba egzemplarzy | Uwagi                                            | Zdjęcie |
| --------------------------------------- | ----------------- | ---------------------------- | ------------------------------------------------ | ------- |
| 3 grosze polskie 1826 Z MIEDZI KRAIOWEY |                   | ponad 400 000                |                                                  |         |
| 3 grosze polskie 1827 Z MIEDZI KRAIOWEY |                   | ponad 400 000                | bito również monety 3 grosze polskie (1819–1835) |         |

W roku 1827 powrócono do bicia trzygroszówki według rysunku monety wprowadzonego w roku 1819. W roku 1835 monetę zastąpiono trzygroszówką polsko-rosyjską.
Moneta była bita w latach panowania Mikołaja I, więc w numizmatyce rosyjskiej zaliczana jest do kategorii monet tego cara.

## Nowe bicie
Istnieją monety nowego bicia z 1857 r. z mennicy w Warszawie dla obydwu roczników, przy czym dla 1827 istnieje również nowe bicie ze znakiem intendenta F.H. zamiast I.B.